# Henri Ansiau
Henri Augustin Joseph Ansiau (17 mai 1810, à Mons - 28 octobre 1879, à Casteau) était un homme politique belge de tendance libérale.

## Biographie
Henri Ansiau est le fils d'un brasseur montois qui se fixe à Casteau à l'époque du royaume uni des Pays-Bas. Il se forme au droit à l'université de Liège et se perfectionne à Paris.
En 1835, son élection comme député de l'arrondissement de Soignies est invalidée pour vice de forme, mais en 1848 les électeurs libéraux de la même circonscription lui assurent un siège à la Chambre des représentants. Il le conserve jusqu'en 1874.
À partir de cette date, il se consacre exclusivement aux affaires de sa commune. Il en est le bourgmestre de 1847 à sa mort.
Propriétaire en 1850, de 273 hectares à Buvrinnes, puis en 1865 de 102 hectares à Casteau, il continue à acheter des terres et lègue à ses quatre enfants un total de 1 400 hectares. Sa fille Gabrielle Ansiau (1842-1896) qui épouse en 1867 le comte Hippolyte de Looz-Corswarem fait construire en 1883, le château de Bois-le-Comte à Buvrinnes par l'architecte Emile Mahieu.

## Décoration
- Chevalier de l'ordre de Léopold le 6 juin 1856[1].